# بستانو (بندرعباس)
بستانو، روستایی در دهستان گچین بخش مرکزی شهرستان بندرعباس در استان هرمزگان ایران است.

## موقعیت روستا
این روستا در ۲۵ کیلومتری غرب شهر بندرعباس به سمت بندر خمیر واقع شده است.
این روستا از غرب با کشتی سازی، از شرق با شهرک شماره ۳ بندرعباس، از جنوب با دریا و از شمال با کوهستان همسایه است.

## جمعیت
بر پایه سرشماری عمومی نفوس و مسکن در سال ۱۳۹۵، جمعیت این روستا برابر با ۲٬۰۳۰ نفر (۵۳۳ خانوار) بوده است. از صد درصد جمعیت بستانو چهل درصد ان اتباع افغانی هستنند.